# 火と汐
『火と汐』（ひとしお）は松本清張の推理小説。『オール讀物』1967年11月号に掲載され（掲載時の挿絵は生沢朗）、1968年7月に中短編集『火と汐』収録の表題作として、文藝春秋（ポケット文春）から刊行された。
1996年と2009年にそれぞれ単発でテレビドラマ化されている。

## あらすじ
目黒に住む33歳の劇作家・曾根晋吉は、芝村美弥子と、秘密で京都に宿泊していた。金属会社に勤める美弥子の夫は、神奈川県の油壺と三宅島を往復するヨットレースに参戦しており、8月17日の夫の油壺到着までに、美弥子は京都から油壺に戻る算段になっていた。8月16日の夜、晋吉は美弥子と、ホテルの屋上から、大文字焼を見物していたが、その最中、晋吉の気づかぬ間に、人混みの中で美弥子が消失する。彼女のスーツケースは部屋に残されたままであった。
秘密の旅行ゆえ、事情を告げるわけにもいかず、困惑したまま晋吉は東京へ戻った。8月18日の新聞記事に晋吉は驚く。美弥子の夫・芝村の乗るヨットが、油壺に帰着する途中、三浦半島沖合で、ワイルドジャイブを起こし、同乗者の上田伍郎が死亡したという。美弥子のことを言えぬまま、入院した芝村に見舞いの電話をかける晋吉。ところが、美弥子の死体が晋吉の自宅近くで発見され、芝村と顔見知りだった晋吉は、警察に参考人として呼ばれてしまう。

## エピソード
- 本作の速記を務めた福岡隆は「『オール讀物』に発表した当時は、時間切れでラストの解決篇が十分書き込めなかった関係から、単行本にするときに数十枚も書き加えている。これが（1968年）五月末から六月初めにかけてで、私の最後の仕事となっただけに愛着が深い」と述べている[1]。
- 西村京太郎の推理小説『赤い帆船』（1973年刊行）には、本作のトリックの内容に関する言及がある。

## テレビドラマ

### 1996年版
『松本清張スペシャル・火と汐』のタイトルで、1996年9月13日にフジテレビ系列の「金曜エンタテイメント」枠にて放映された。視聴率19.9%（ビデオリサーチ調べ、関東地区）。
キャスト
- 芝村健介：神田正輝 （芝村モーターの副社長）
- 芝村美弥子：南果歩 （健介の妻）
- 曽根晋吉：内藤剛志 （健介の友人の劇作家）
- 東（あずま）：竜雷太 （刑事）
- 神代：勝野洋 （東の相棒刑事）
- 上田伍郎：布川敏和 （芝村モーターの社員）
- とよ：大方斐紗子 （芝村家の家政婦）
- 刑事：浜田光夫
- 河内：片岡五郎 （刑事）
- 刑事：剛たつひと
- 杉本：でんでん （不動産屋）
- 海上保安庁の捜査員：水島涼太
- 菊地則江
- 小泉：沖恂一郎 （芝村モーターの社長）
- 山部：浅沼晋平（芝村モーターの専務）
- 井原：山口嘉三 （ヨットクラブの会員）
- 中山：北山雅康 （秘書）
- 神田時枝
- 徳尾明美

スタッフ
- 脚本：金子成人
- 監督：松尾昭典
- 音楽：岩間南平
- 撮影：浜田毅
- 技術協力：映広
- プロデューサー：名島徹（レオナ）、小坂一雄（レオナ）、林悦子（霧企画）
- 企画：遠藤龍之介（フジテレビ）
- 制作：フジテレビ、レオナ、霧企画

| フジテレビ系列 金曜エンタテイメント            | フジテレビ系列 金曜エンタテイメント     | フジテレビ系列 金曜エンタテイメント      |
| 前番組                                         | 番組名                                  | 次番組                                   |
| ---------------------------------------------- | --------------------------------------- | ---------------------------------------- |
| 怖い女シリーズ4 愛という名の牢獄 （1996.8.23） | 松本清張スペシャル 火と汐 （1996.9.13） | 美人三姉妹温泉芸者が行く!3 （1996.9.27） |

### 2009年版
『松本清張生誕100年記念スペシャルドラマ・火と汐』のタイトルで、2009年12月21日（松本清張の生誕100周年記念日。出生日については「松本清張#出生日」参照）にTBS系列にて放映された。視聴率は15.4%（ビデオリサーチ調べ、関東地区）。原作と異なり、前半から、刑事側の視点を中心としたストーリー構成となっている。
キャスト
- 熊代繁：寺尾聰 （京都府警の警部）
- 東和彦：山本耕史 （京都府警の若手刑事）
- 曽根晋吉：遠藤憲一 （デザイナー）
- 芝村美弥子：西田尚美 （芝村健介の妻）
- 上田咲子：佐藤仁美 （上田伍郎の妻）
- 上田伍郎：東根作寿英 （芝村のヨットの同乗者）
- 岩佐一課長：小木茂光
- 熊代麻子：浅見れいな （熊代の娘）
- ：野間口徹
- ：丸岡奨詞
- ：浜田学
- ：井上高志
- ：奥田崇
- 上杉陽一、谷本一、田口寛子
- アナウンサー：石川小百合
- 熊代冬実：萬田久子 （熊代の妻）※特別出演
- 水島かほり：清水美沙 （美弥子の友人）
- 芝村健介：渡部篤郎 （シバムラ精機の社長）

スタッフ
- 脚本：田中晶子
- プロデューサー：浅野敦也（ドリマックス・テレビジョン）
- 演出：竹之下寛次
- ナレーション：岩崎ひろし
- 撮影：岡崎真一
- ヨット関連協力：油壺ボートサービス
- ロケ協力：三宅村、京都東急ホテル、八王子フィルムコミッション、八王子市斎場、所沢市市民医療センター、佐島マリーナ、日本旅行、クリスタルヨットクラブ、ホテルアルファ京都、西日本旅客鉄道、新宿モノリスビル ほか
- 協力：フォーチュン、フジアール、ブル、Kカンパニー、エヌ・エス・エル、アックス
- 制作：TBS、ドリマックス・テレビジョン